# Эспланада (Баия)
Эспланада (порт. Esplanada)  —  муниципалитет в Бразилии, входит в штат Баия. Составная часть мезорегиона Северо-восток штата Баия. Входит в экономико-статистический  микрорегион Энтри-Риус. Население составляет 30 165 человек на 2006 год. Занимает площадь 1370,693 км². Плотность населения — 22,0 чел./км².

## Статистика
- Валовой внутренний продукт на 2003 год составляет 196 481 982,00 реалов (данные: Бразильский институт географии и статистики).
- Валовой внутренний продукт на душу населения на 2003 год составляет 6818,27 реалов (данные: Бразильский институт географии и статистики).
- Индекс развития человеческого потенциала на 2000 год составляет 0,609 (данные: Программа развития ООН).